# Annominatio
Een annominatio (ook annominatie) is een stijlfiguur waarbij dezelfde of sterk gelijkende woorden gebruikt. De woorden lijken hierdoor verwant, terwijl ze dat niet zijn.
voorbeeld
- Wat doet Lubach in Lübeck? Hij zou toch naar Luzern.
- Ay, lief, hebb'ik lief een Lief.[1]